# North Saanich
North Saanich är en ort i Kanada.   Den ligger i provinsen British Columbia, i den södra delen av landet, 3 600 km väster om huvudstaden Ottawa. North Saanich ligger 11 meter över havet och antalet invånare är 11 089.
Terrängen runt North Saanich är platt åt sydost, men åt nordväst är den kuperad. Havet är nära North Saanich åt nordost. Trakten är tätbefolkad. Närmaste större samhälle är Saanich, 13,5 km söder om North Saanich. 